# ロレンゾ・ライオンズ

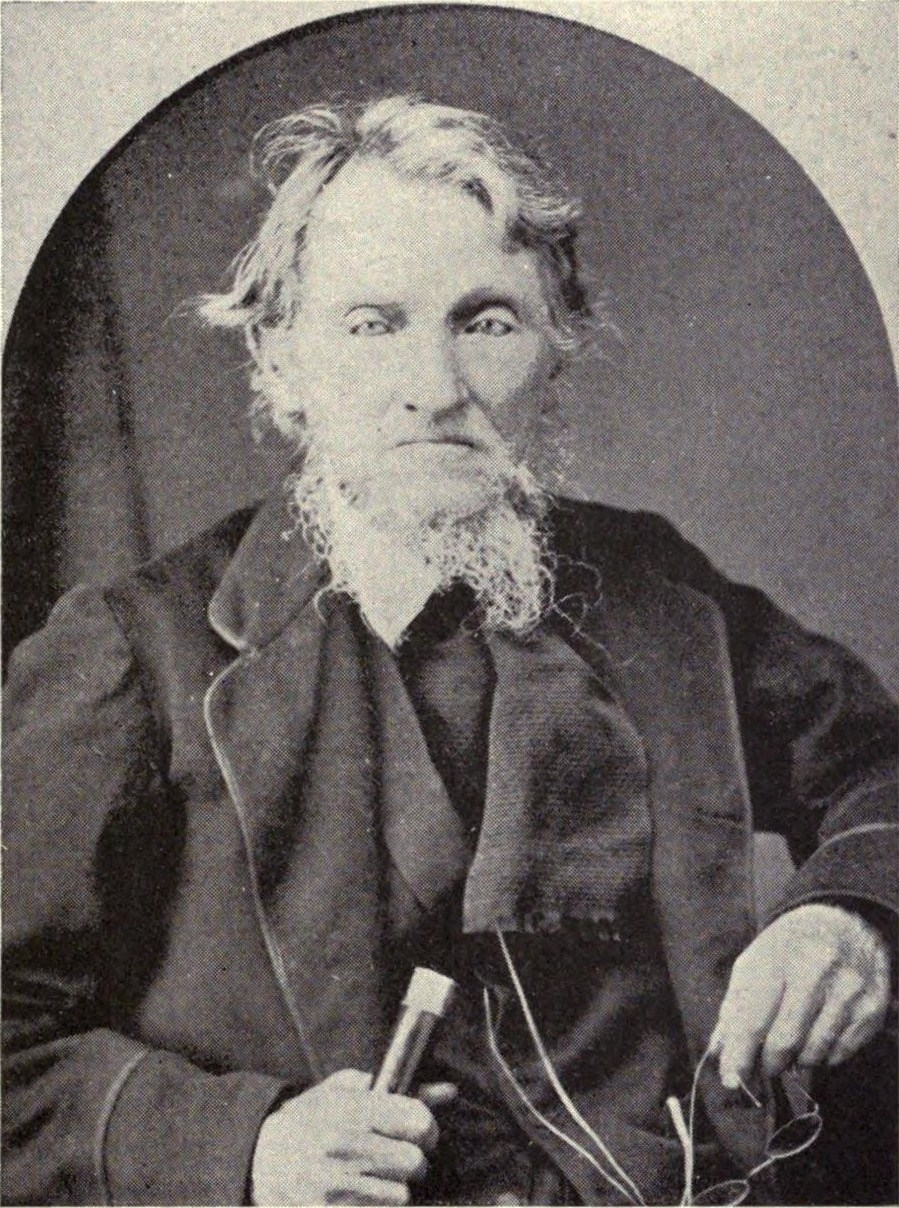
ロレンゾ・ライオンズ牧師

ロレンゾ・ライオンズ（英語: Lorenzo Lyons、April 17, 1808年4月17日ー1892年4月27日）はハワイ語で「マクア・ライアナ」（Makua Laiana）とも呼ばれ、ハワイ王国の初期のキリスト教宣教師であった。ハワイでよく歌われる「ハワイ・アロハ」は彼が歌詞を書いたもので、1998年に「ハワイ音楽の殿堂」入りをしている。

## 若い頃
ロレンゾ・ライオンズはアメリカ合衆国マサチューセッツ州フランクリン郡コルレイン（Colrain）で生まれた。1827年にニューヨーク州スケネクタディのユニオン大学（Union College）を卒業。1831年9月20日、オーバーン神学校（Auburn Theological Seminary）で会衆派牧師となった。

## ハワイの宣教師
彼は1831年11月26日に、マサチューセッツ州ボストンから妻のベッツィ・カーティス（1813〜1837）と共に帆船アヴェリック号に乗り出発した。これはアメリカン・ボードの5番目のハワイ派遣グループであり、1832年5月17日にハワイ島南コハラ地区に到着した。
彼は残りの人生をハワイ先住民に捧げた。
彼のワイメア教区には、最終的にコハラ地区とハマクア地区が含まれ、ハワイ最大の宣教ベースとなった。
在任中、ライオンズはイミオラ教会（Imiola Church）、ホクロア教会など、14の教会の建設を行なった。[4]彼は1858年から亡くなるまで地区の郵便局長も務めた。

## 作詞家
彼はハワイ語に堪能で、多くのハワイ語の詩と賛美歌を作った。彼の最も有名で愛されている作品は、「私はイエスと共にすべてを残した」（I Left it All With Jesus）という曲に合わせて歌われる賛美歌「ハワイ・アロハ」である。

## 家族

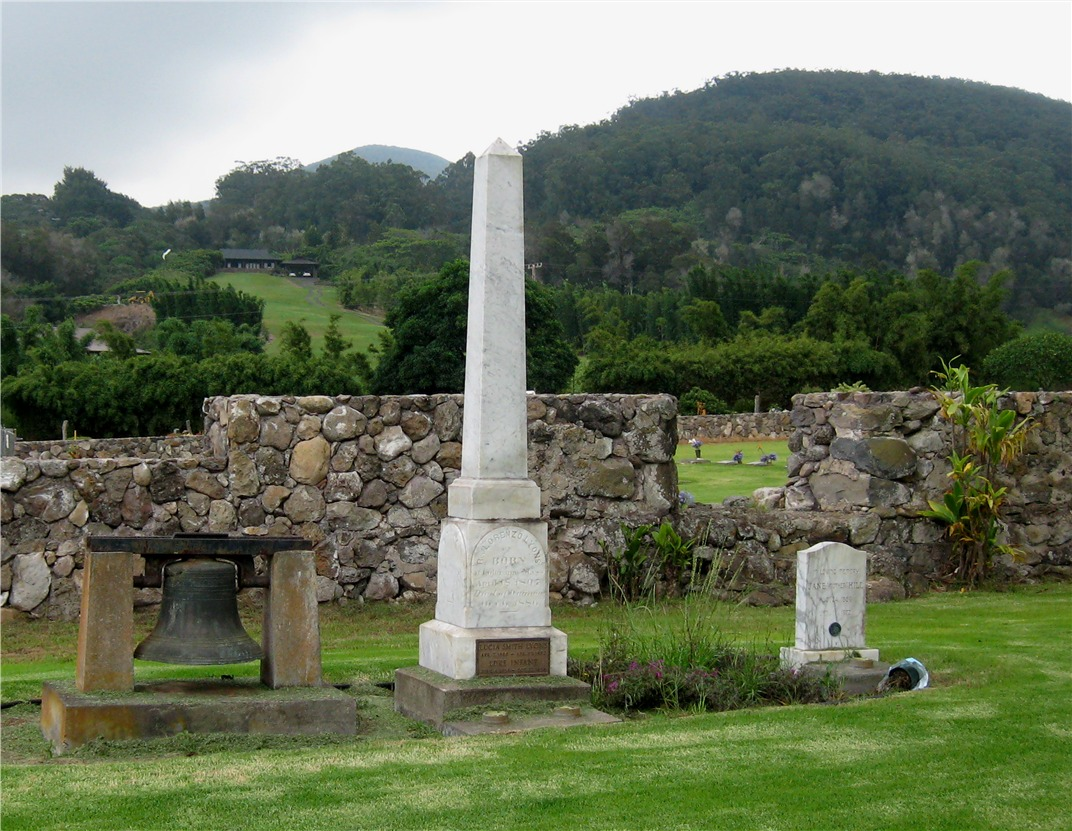
ロレンゾ・ライオンズの墓地（イミロア教会）

ライオンズ牧師は1886年10月6日に亡くなり、ワイメアのイミオラ教会墓地に埋葬された。
彼の最初の妻は1837年に亡くなり、1838年7月14日にニューヨーク州トラクストンのルシアG.スミスと結婚した。
息子のカーチスは1833年6月27日生まれ、プナホウ・スクールに通い、1858年にウィリアムズ大学を卒業した。ユニオン神学校に2年間在学した後、ハワイに戻り新聞記者になった。 1868年と1870年に彼はハワイ王国の議会議員に選出され、1873年4月23日にジュリア・E・バーノンと結婚した。彼は1914年9月24日に亡くなった。
次男のアルバート（1841-1926）は、アメリカ薬剤師協会の科学部門の創立秘書になった。

## 遺産
サモアの作家ジョン・ニューブール（John Kneubuhl）は、1946年に「ヤナギのハープ」（The Harp in the Willows）という題名で、ロレンゾ・ライオンズの人生に基づいた戯曲を書いている。

## 参照項目
- イミロア教会
- ホクロア教会
- ハワイへ派遣の宣教師一覧 (List of missionaries to Hawaii)